# 德維·尤妮達·英達·薩里
德維·尤妮達·英達·薩里（1997年6月10日—），印度尼西亞女子羽毛球運動員。

## 簡歷
2016年12月，薩里出戰尼泊爾羽毛球國際系列賽女子單打以及女子雙打項目，在單打決賽中以0-2的成績(17-21、16-21)不敵越南選手阮翠玲，屈居亞軍。在雙打項目中，薩里與伊朗選手阿格海伊·哈吉亚加·苏拉娅合作但在準決賽中0-2的成績(16-21、13-21)不敵印度組合，止步於4強。

## 主要比賽成績
只列出曾進入準決賽的國際賽事成績：
| 年份   | 賽事                   | 公開賽級別 | 項目     | 拍檔                     | 成績   |
| ------ | ---------------------- | ---------- | -------- | ------------------------ | ------ |
| 2015年 | 世界青年羽毛球錦標賽   | 其他       | 混合團體 | –                        | 亞軍   |
| 2016年 | 尼泊爾羽毛球國際系列賽 | 國際系列賽 | 女子單打 | –                        | 亞軍   |
| 2016年 | 尼泊爾羽毛球國際系列賽 | 國際系列賽 | 女子雙打 | 阿格海伊·哈吉亚加·苏拉娅 | 準決賽 |

| 2007-2017年 | 首要超級賽 | 超級賽 | 黃金大獎賽 | 大獎賽 | 國際挑戰賽 | 國際系列賽 | 未來系列賽 | 其他 |

| 2018-2026年 | 總決賽 | 超級1000賽 | 超級750賽 | 超級500賽 | 超級300賽 | 超級100賽 | 國際挑戰賽 | 國際系列賽 | 未來系列賽 | 其他 |